# Guillaume Dufay

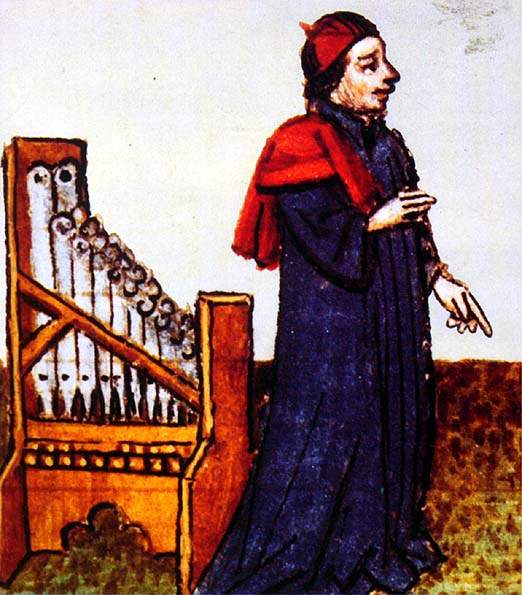
Guillaume Dufay.

Guillaume Dufay, född 1397, död 27 november g.s. 1474 i Cambrai, var en belgisk kompositör.
Baserat på Dufays testamente tror man att han föddes i Beersel, nära Bryssel. Han var son till en präst, men han växte bara upp med sin mor Marie Du Fayt.
Dufay verkade inom den första franco-flamländska skolan. Han kände till den flerstämmiga musikens framsteg och skapade i tidens anda mässor, motetter och chansons. Hans fylliga och flödande melodiska kontrapunktiska satser med fyra stämmor mot de äldre tre stämmorna, samt de av honom initierade förenklingarna i notskriften ("vit mensuralnotskrift"), bidrar till hans moderna prägel. Hans motetter komponerade för kyrkliga högtidligheter är dock skapade efter den ålderdomliga isorytmiska tekniken från 1300-talets Ars nova.  Dufay är även känd som virelaikompositör. 
Efter ett par veckors sjukdom dog Dufay den 27 november 1474.